# Ropicapomecyna fairmairei
Ropicapomecyna fairmairei är en skalbaggsart som beskrevs av Stefan von Breuning 1957. Ropicapomecyna fairmairei ingår i släktet Ropicapomecyna och familjen långhorningar.
Artens utbredningsområde är Madagaskar. Inga underarter finns listade i Catalogue of Life.